# مرسدس-بنز آکتروس
مرسدس بنز آکتروس ( به انگلیسی : Mercedes Benz Actros ) یک کامیون سنگین ساخت شرکت دایملر تراکس آلمان است که از 1995 تولید آن آغاز شده است. تاکنون ۵ نسل مختلف از آکتروس تولید شده اند. این کامیون جهت حمل بارهای سنگین، حمل بار برای مسافت های طولانی و همچنین مقاصد عمرانی و ساخت و ساز استفاده می شود. نسل ها و فیس لیفت های مختلف آکتروس با کد MP x (حرف x نشان از نسل کامیون) نشان داده می شوند. قدرت موتور های آکتروس تا سقف ۶۳۰ است موتور های ۶سیلندر در این کامیون استفاده شده است 

## مونتاژ در ایران
با روی کار آمدن دولت رئیس جمهوری ایران، حسن روحانی و برقراری ارتباط مجدد با دولت های غربی، طی توافق شرکت دایملر تراکس با ایران خودرو دیزل توافق بر مونتاژ نسل چهارم آکتروس (MP4) در کشور حاصل گردید.بر اثر ایجاد تنش های مجدد در روابط دولت ها تولید یا مونتاژ این کامیون در کشور ایران در حالت تعلیق قرار دارد. سابقاً نسل دوم این کامیون (MP2) نیز در کشور مونتاژ می شد.

## نگارخانه

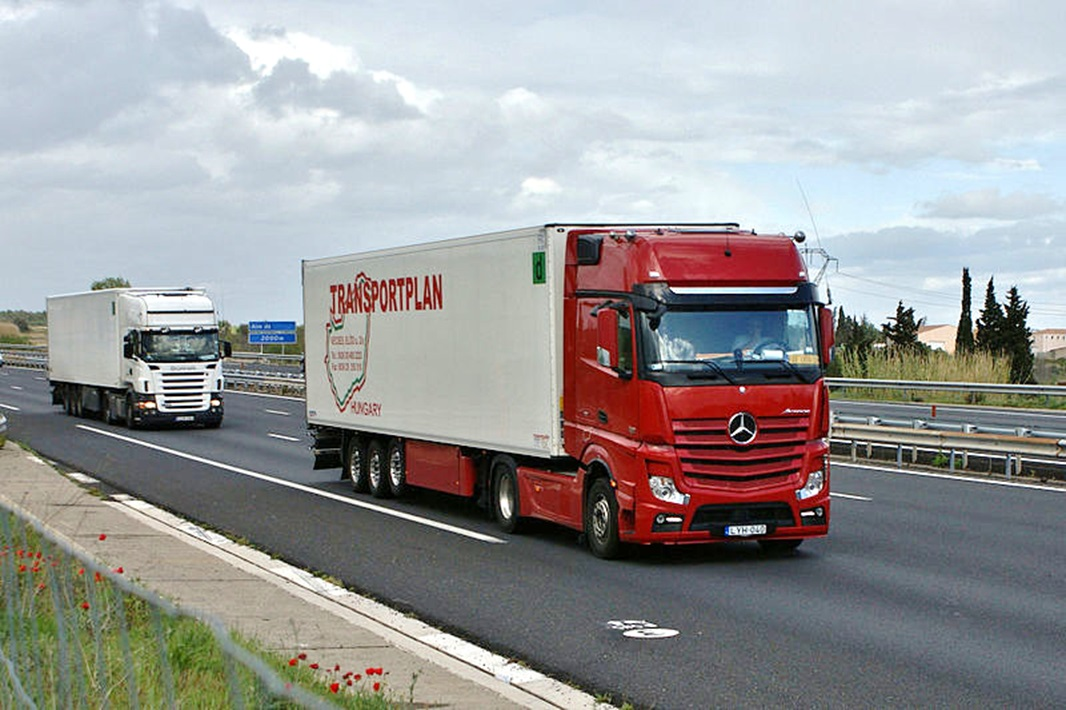
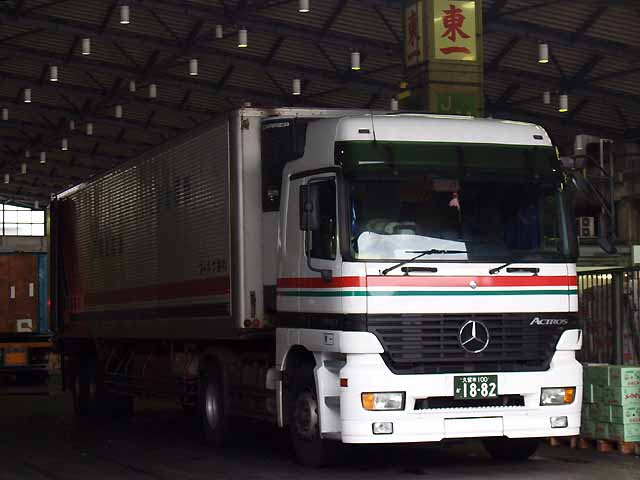
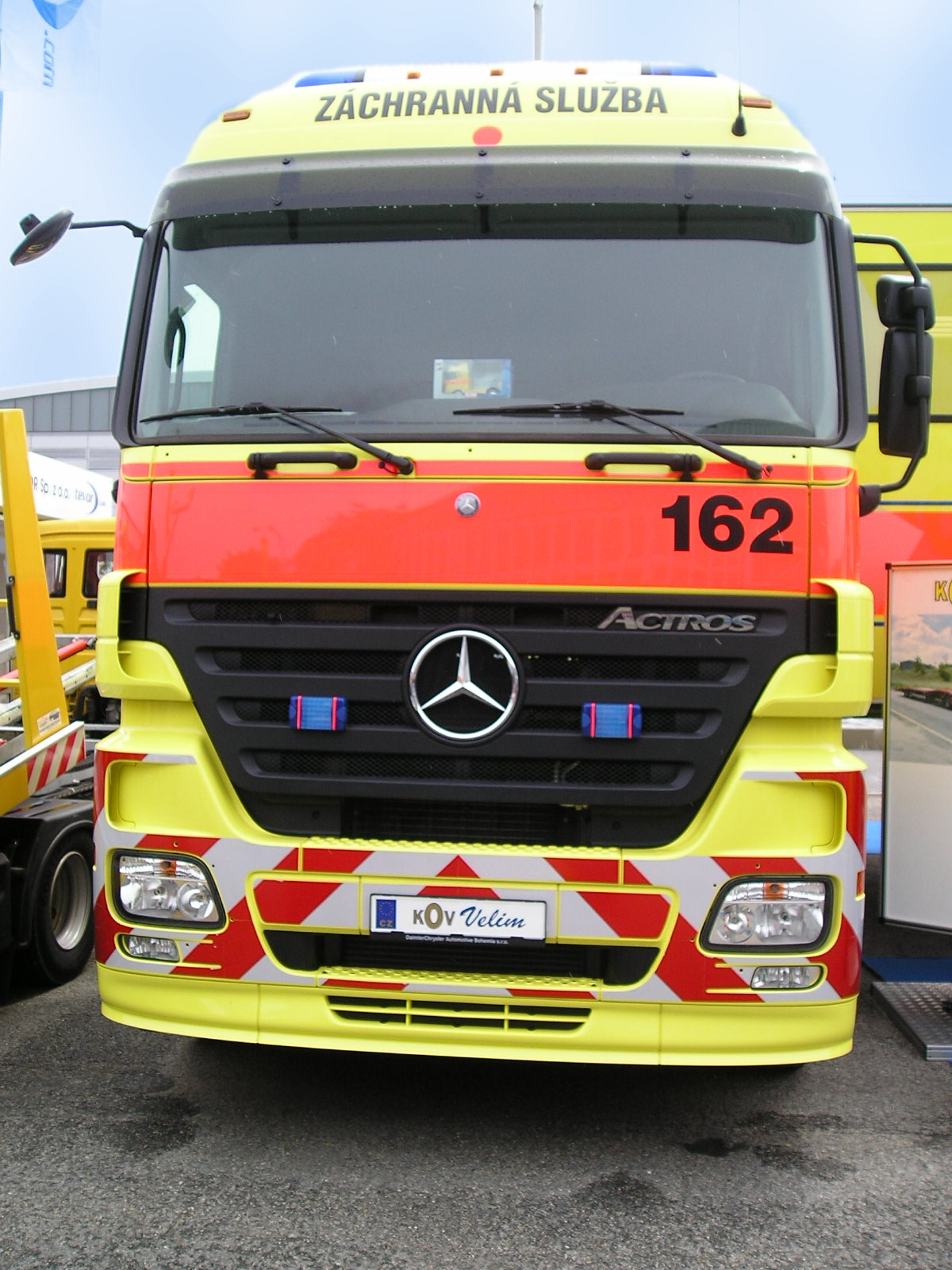
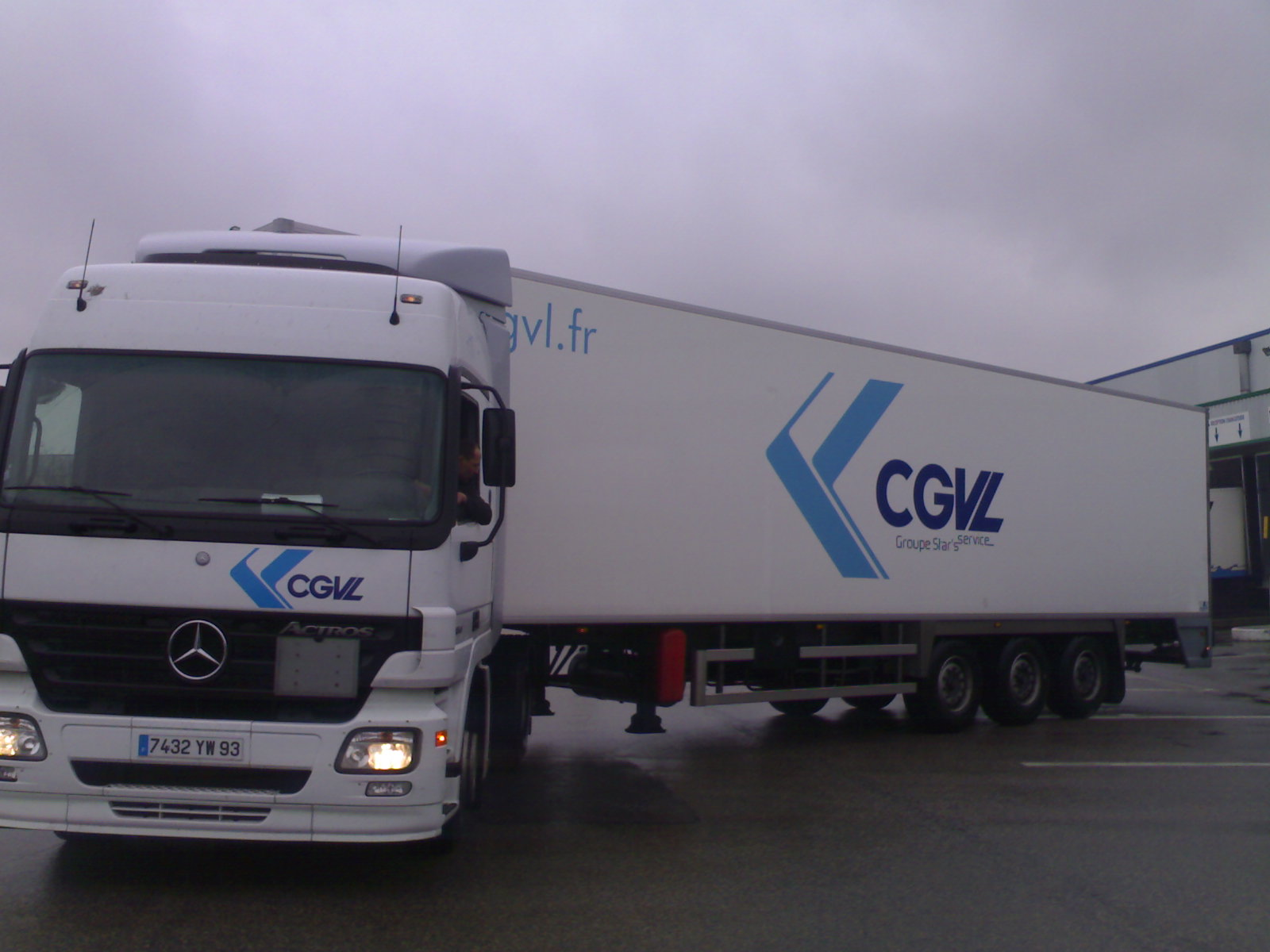
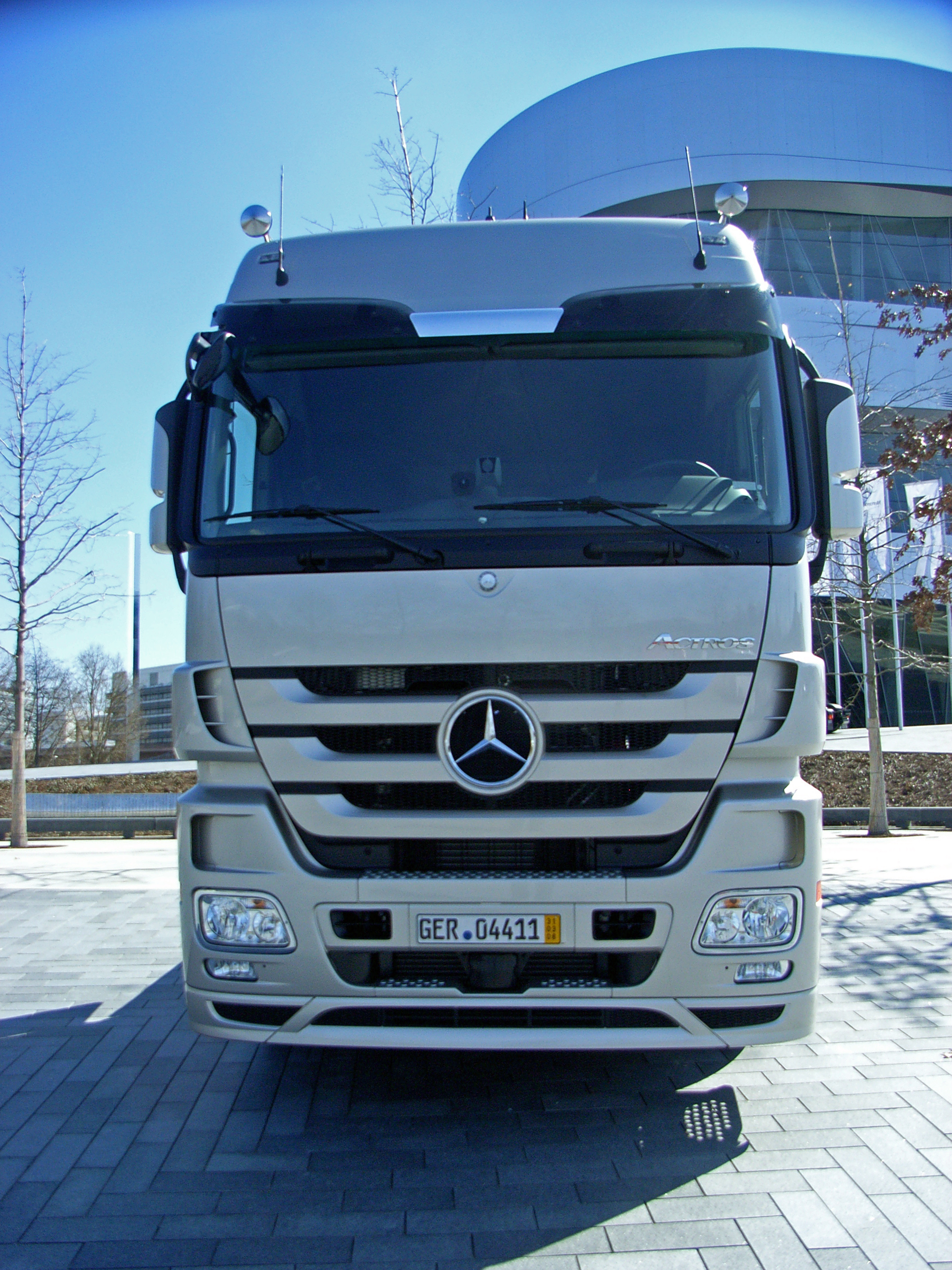
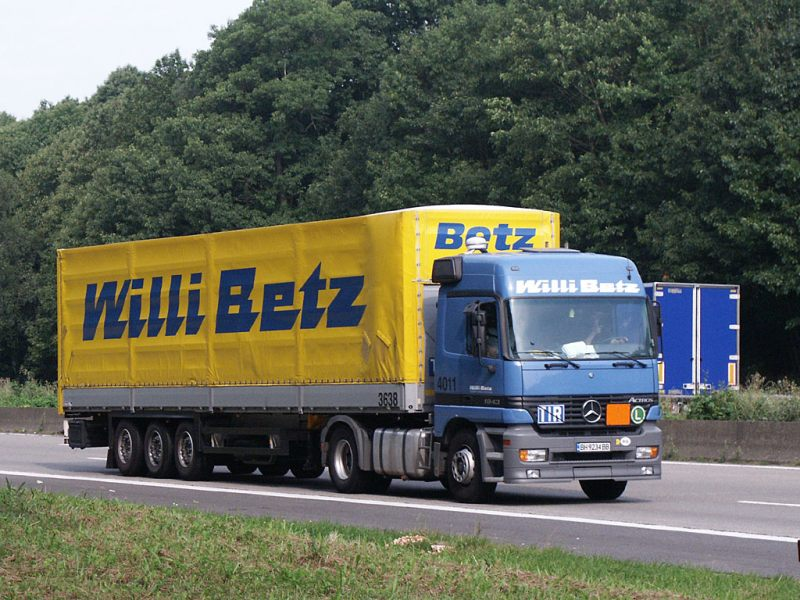
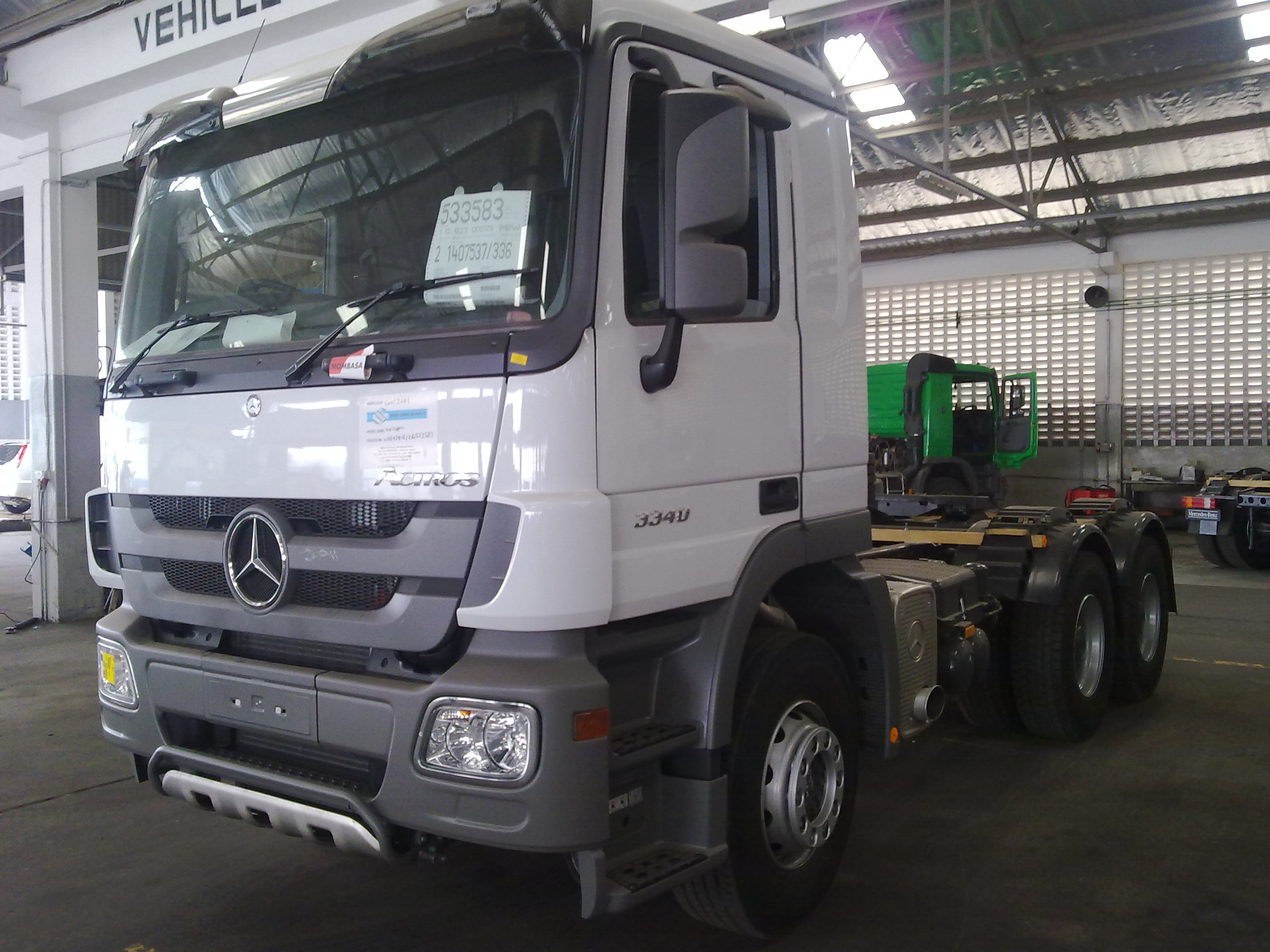
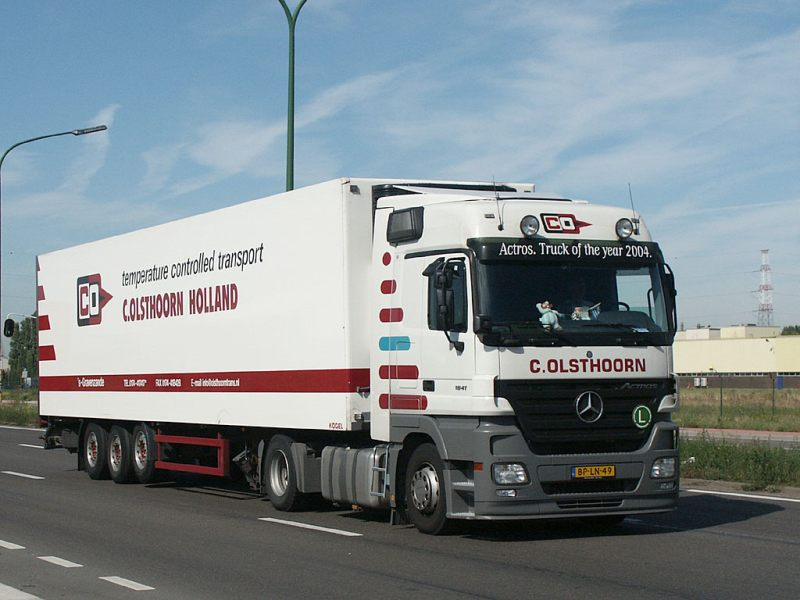
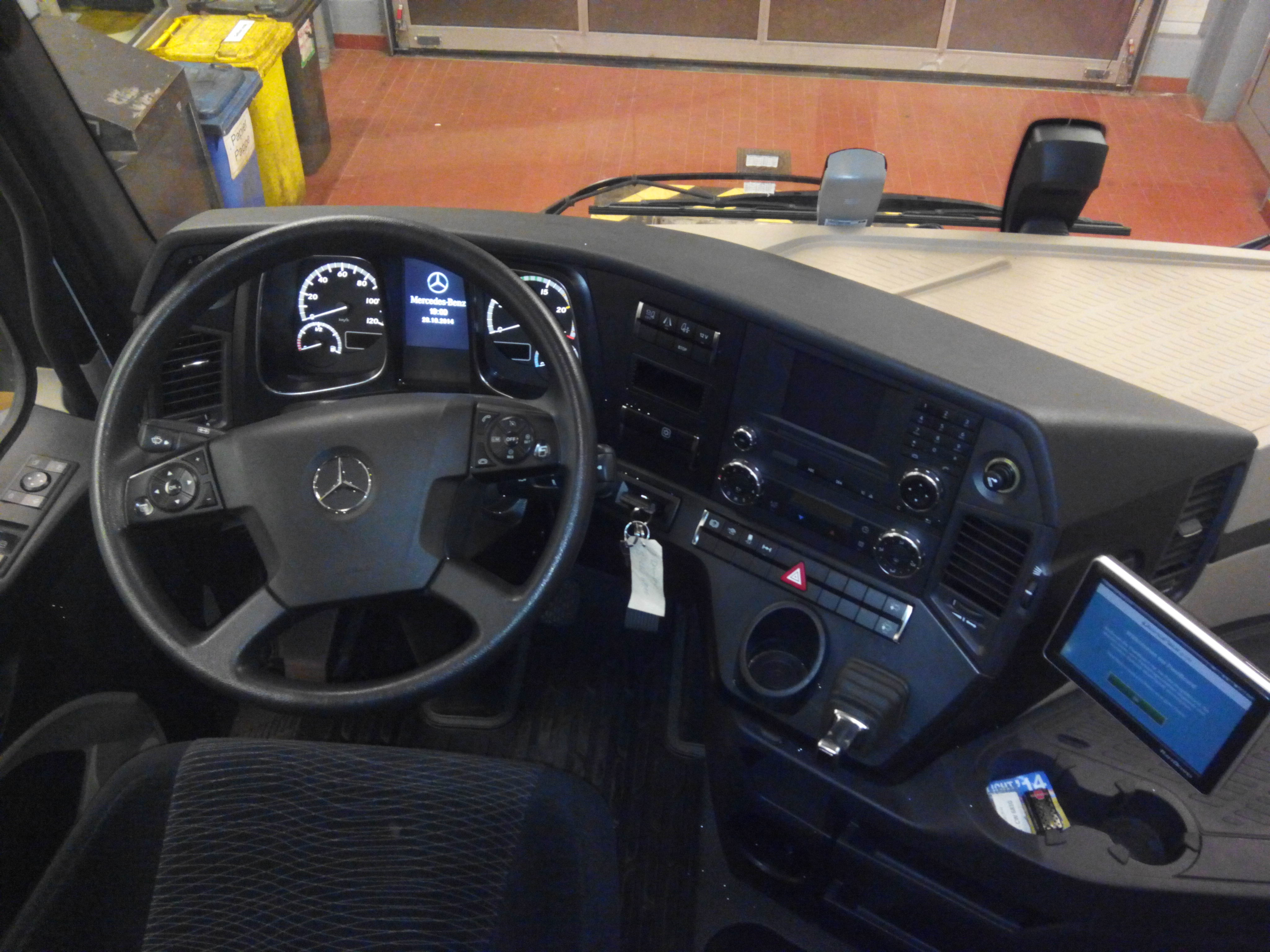